# Rolf Kutzmutz
Rolf Kutzmutz (* 1. September 1947 in Lützen, Landkreis Merseburg, Sachsen-Anhalt) ist ein deutscher Politiker (SED, PDS, Die Linke). Er war SED-Funktionär und inoffizieller Mitarbeiter des Ministeriums für Staatssicherheit. Von 1994 bis 2002 war er Mitglied des Deutschen Bundestages.

## Ausbildung und Beruf
Nach dem Besuch der Polytechnischen Oberschule erwarb Kutzmutz 1966 auf der Erweiterten Oberschule das Abitur mit gleichzeitiger Berufsausbildung als Maschinenbauer (Schlosser). Von 1966 bis 1969 war er drei Jahre Soldat auf Zeit bei der NVA. Danach arbeitete er bis 1974 als Arbeitsökonom in der VVB Wasserversorgung-Abwasserbehandlung. Gleichzeitig studierte er von 1972 bis 1977 an der Hochschule für Ökonomie Berlin mit dem Abschluss als Diplomwirtschaftler. Von 1982 bis 1986 absolvierte er noch ein Studium an der Parteihochschule Karl Marx in Berlin, welches er als Diplom-Gesellschaftswissenschaftler beendete.

## Partei
Kutzmutz wurde 1967 Mitglied der SED. 1974 wechselte er aus der Wirtschaft als Sekretär für Landwirtschaft in die FDJ-Kreisleitung Potsdam. Von 1979 bis 1989 war er Abteilungsleiter/Sekretär für Wirtschaft der SED-Kreisleitung Potsdam. Außerdem war Kutzmutz von 1982 bis 1988 Mitglied im Kreisvorstand der IG Metall im FDGB. Ab Oktober 1989 war er 1. Sekretär der SED-Kreisleitung und führte die Parteiorganisation in der Zeit von Wende und friedlicher Revolution und der Transformation zur PDS. Von 1990 bis 2003 war er Vorsitzender des PDS-Kreisverbandes Potsdam.
1993 kandidierte Kutzmutz als erster PDS-Kandidat für das Amt des Oberbürgermeisters der Stadt Potsdam. Im ersten Wahlgang hatte mit 45 % der Stimmen einem Vorsprung von rund 16 % bzw. 10.000 Stimmen vor dem Amtsinhaber und SPD-Kandidaten Horst Gramlich, konnte sich aber nach Enthüllung seiner Stasi-Mitarbeit in der Stichwahl mit wiederum 45 % der Stimmen nicht durchsetzen. 1994 war Kutzmutz Mitbegründer des PDS-nahen Mittelständlerverbandes OWUS Berlin-Brandenburg e. V., dessen Vorsitzender er auch von 1997 bis 2005 war. Kutzmutz war Fördermitglied des Linkspartei-/WASG-nahen Jugendverbandes ['solid]. Vom 29. Juni 2003 bis Oktober 2005 war er Bundesgeschäftsführer der PDS. Er trat zurück, da seiner Ansicht nach der Bundesgeschäftsführer auch ein Bundestagsmandat haben sollte.

## Abgeordneter
Von 1990 bis 2014 gehörte Kutzmutz der Potsdamer Stadtverordnetenversammlung an. Hier war er von 1990 bis 1995 Vorsitzender der PDS-Fraktion, seit 1994 Mitglied des Ausschusses für Stadtentwicklung, Bauen und Wohnen. Von 1994 bis 2002 war Kutzmutz Mitglied des Deutschen Bundestages. Hier war er wirtschaftspolitischer Sprecher der PDS-Gruppe und ab 1998 der Bundestagsfraktion. Außerdem war er Mitglied der Bundestagsausschüsse für Wirtschaft und Sport. Ab Januar 2002 war er Parlamentarischer Geschäftsführer der PDS-Fraktion, nachdem er von 1998 bis 2002 bereits stellvertretender Parlamentarischer Geschäftsführer war. Kutzmutz ist 1994 und 1998 über die Landesliste Brandenburg in den Bundestag eingezogen. Bei den Bundestagswahlen 2005 und 2009 unterlag er als Direktkandidat jeweils der SPD-Kandidatin Andrea Wicklein.

## Inoffizieller Mitarbeiter der Staatssicherheit
Kutzmutz war im Zeitraum von Dezember 1971 bis Juli 1973 unter dem Decknamen Rudolf als inoffizieller Mitarbeiter des Ministeriums für Staatssicherheit tätig. Er hatte seine Verpflichtungserklärung am 9. Dezember 1971 unterzeichnet. Die Bezirksverwaltung (BV) Potsdam des Ministeriums für Staatssicherheit, Abteilung II, führte zu Rolf Kutzmutz unter der Registriernummer IV/806/71 eine Akte, die aus zwei Teilen bestand.
Teil I, die so genannte Personalakte, wurde im Zeitraum vom 2. September 1971 bis 8. August 1974 geführt. Sie enthält 93 beschriebene Seiten. Teil II, die so genannte Arbeitsakte mit 42 beschriebenen Seiten, wurde am 17. Januar 1972 begonnen und ebenfalls am 8. August 1974 beendet. Beide Teile wurden unter der Nummer 1460/74 archiviert. Der Bundesbeauftragte hat dem 1. Ausschuss diese Aktenstücke in Kopie weitgehend vollständig, d. h. zum Teil geschwärzt, vorgelegt.
Kutzmutz lieferte dem MfS drei Berichte mit allgemeinen Informationen. Dieses betrachtete die Zusammenarbeit mit ihm als perspektivlos und beendete sie, ohne ihn darüber in Kenntnis zu setzen. Als 1993 seine Mitarbeit bekannt wurde, legte er die Kopie seiner Akte im Rathaus öffentlich aus. Er äußerte, er habe die Unterdrückungsmechanismen damals „eigentlich als gar nicht so schlimm empfunden“.

## Privates
Kutzmutz ist verheiratet und hat zwei Söhne und eine Tochter. Seit dem 27. Februar 2015 war er Präsident des 1. FFC Turbine Potsdam. 2021 stellte sich Tabea Kemme als Gegenkandidatin von Kutzmutz der Präsidentenwahl bei Turbine Potsdam und hätte damit die erste Präsidentin eines deutschen Frauenfußballvereins werden können. Im Vorfeld der Wahl kam es zu einem Eklat, als der Vorstand die Bitte der ersten Mannschaft ablehnte, den Termin der Mitgliederversammlung so zu legen, dass ihre Teilnahme oder schriftliche Abstimmung ermöglicht wird. Der Termin zur Präsidiumswahl wurde danach auf den 18. Juni 2021 verlegt. Kutzmutz trat am 8. Juni 2022 als Präsident zurück.